# Alberta Order of Excellence

Ordensband

Der Alberta Order of Excellence ist ein ziviler Verdienstorden in der kanadischen Provinz Alberta. Die Auszeichnung wurde am 16. November 1979 eingeführt und wird Zivilpersonen verliehen, die sich um das Wohl der Bürger von Alberta verdient gemacht haben. Jedes Jahr werden nicht mehr als zehn Personen mit diesem Orden ausgezeichnet. Der Vizegouverneur erhält ihn bei der Vereidigung automatisch und ist während seiner Amtszeit gleichzeitig Kanzler des Ordens.

## Struktur und Ernennung
Mit dem Alberta Order of Excellence sollen gegenwärtige oder ehemalige langjährige Einwohner Albertas ausgezeichnet werden, die sich in einem bestimmten Gebiet im Namen der Einwohner Albertas durch einen hohen Grad an Leistung und Erfolg hervorgetan haben. Voraussetzung ist die kanadische Staatsbürgerschaft; ausgeschlossen sind Personen, die gegenwärtig gewähltes oder ernanntes Mitglied einer Körperschaft öffentlichen Rechts sind. Pro Jahr können nicht mehr als zehn Personen ausgezeichnet werden, allerdings kann der Ordensrat die Beurteilung einer Nomination bis zu sieben Jahre aufschieben.
Der Nominationsprozess, mit dem geeignete Personen gesucht werden sollen, beginnt mit Vorschlägen der Öffentlichkeit an den Ordensrat. Dieser besteht aus sechs Personen ohne Vorbedingungen, die vom Vizegouverneur ernannt werden. Er tritt einmal jährlich zusammen, um dem Vizegouverneur Vorschläge zu unterbreiten. Posthume Nominationen sind nicht gestattet. Der amtierende Vizegouverneur, der von Amts wegen Mitglied und Kanzler des Ordensrates ist und ersteres auch nach seinem Rücktritt bleibt, gibt die Ernennung mit einer Weisung bekannt, die mit dem Großen Siegel der Provinz besiegelt wird. Die neuen Ordensmitglieder haben danach das Recht, ihrem Namen das Kürzel AOE anzuhängen. Zudem werden zwei Porträts angefertigt, die im Northern Alberta Jubilee Auditorium in Edmonton und im Southern Alberta Jubilee Auditorium in Calgary ausgestellt werden.
→ Liste der Träger des Alberta Order of Excellence

## Insignien
Nach der Aufnahme in den Orden erhalten die Mitglieder in einer Zeremonie im Government House in Edmonton die Insignien des Ordens überreicht. Gemäß der Verordnung, welche das Aussehen des Ordensabzeichens und des Ordensbandes sowie ihre Tragweise festschreibt, ist das Hauptemblem des Ordens ein 51 Millimeter breites Goldmedaillon in Form eines Tatzenkreuzes. Dessen gleich lange Arme bestehen aus durchsichtigem blauem Email auf Gold, dessen Muster an Prärieweizen erinnert. Das Kreuz ist zwischen eine prägepolierte Goldscheibe mit Rosen- und Rosenblättermotiven sowie einer weiteren Scheibe mit dem Wappen von Alberta auf rotem Email geschichtet, umgeben von einem weißen Kreis mit der Inschrift The Alberta Order of Excellence. Auf der Rückseite ist ein Ahornblatt über einer Weizengarbe abgebildet. Das Band besteht aus vertikalen Streifen in Blau, Purpurrot, Weiß und Gold, was den Farben des Provinzwappens entspricht. Männer tragen den Orden am Kragen am Ende des Bandes angehängt, Frauen tragen ihn an einer Schleife an der linken Brust. Für weniger formelle Anlässe erhalten die Mitglieder eine Anstecknadel.